# Königlich Bayerische Fußartillerie-Brigade
Die Fußartillerie-Brigade war ein Großverband der Bayerischen Armee.

## Geschichte
Die Brigade wurde am 1. Januar 1875 gebildet und hatte ihren Sitz in München. Ihr waren das 1. und 2., sowie nach der Aufstellung am 1. Dezember 1912 auch das 3. Fußartillerie-Regiment unterstellt.
Zunächst gehörte der Großverband zur Inspektion der Artillerie und des Trains. Mit der Auflösung dieser Inspektion zum 31. März 1889 trat anstelle der Brigade eine Inspektion der Fußartillerie. Diese bestand bis zum 27. Dezember 1900. Anschließend erfolgte die Neubildung der Fußartillerie-Brigade.
Mit der Mobilmachung bei Ausbruch des Ersten Weltkriegs wurde die Brigade aufgelöst und aus dem Stab das Fußartillerie-Brigade-Kommando 1 gebildet. Dieses führte vom 24. September 1915 bis 21. Februar 1917 die Bezeichnung General der Fußartillerie Nr. 1 und anschließend Artillerie-Kommandeur Nr. 18. Der Artilleriekommandeur war bis Kriegsende der 6. Reserve-Division unterstellt. Nach dem Waffenstillstand kehrte die Truppe am 18. Dezember 1918 in die Heimat zurück und wurde bis Ende Januar 1919 in Schwabmünchen aufgelöst.

## Kommandeure
| Dienstgrad                   | Name                                | Datum                               |
| ---------------------------- | ----------------------------------- | ----------------------------------- |
| Generalmajor                 | Hugo von der Tann-Rathsamhausen     | 01. Januar 1875 bis 8. März 1880    |
| Generalmajor                 | Theodor von Fries                   | 09. März 1880 bis 28. Oktober 1882  |
| Oberst/Generalmajor          | Ernst von Büller                    | 02. November 1882 bis 30. Juli 1886 |
| Generalmajor                 | Frido von Blume                     | 03. Oktober 1886 bis 11. Mai 1892   |
| Generalmajor/Generalleutnant | Ludwig Reinhard                     | 12. Mai 1892 bis 19. April 1898     |
| Generalleutnant              | Eugen von Keller                    | 20. April 1898 bis 16. Juni 1900    |
| Generalmajor                 | Gustav Straßner                     | 17. Juni 1900 bis 10. August 1903   |
| Generalmajor                 | Franz Murmann                       | 11. August 1903 bis 17. August 1906 |
| Generalmajor                 | Albert Löll                         | 18. August 1906 bis 10. März 1910   |
| Generalmajor/Generalleutnant | Maximilian von Höhn                 | 11. März 1910 bis 26. März 1912     |
| Generalmajor                 | Otto Kreppel                        | 27. März 1912 bis 14. März 1917     |
| Generalmajor                 | Arnold Müller                       | 15. März bis 18. August 1917        |
| Oberstleutnant               | Friedrich Oelhafen von Schöllenbach | 19. August 1917 bis Januar 1919     |